# Hogere Zeevaartschool Amsterdam
De Hogere Zeevaartschool Amsterdam (HZA) is de maritieme opleiding binnen het domein techniek van de Hogeschool van Amsterdam (HvA), waar officieren voor de koopvaardij worden opgeleid, niveau hoger beroepsonderwijs.
De school werd in 1785 als de Kweekschool voor de Zeevaart te Amsterdam opgericht door het Vaderlandsch Fonds ter Aanmoediging van ‘s Lands Zeedienst en was de eerste zeevaartschool in Europa. Vanaf het begin was er een internaat aan de instelling verbonden.
De hogeschool verzorgt ook een eerste en/of tweede graadsniveau opleiding voor docenten. Vele van haar afgestudeerden geven dan ook les in andere zeevaartscholen en -instituten.
Diegenen die de opleiding tot Maritiem Officier hebben afgerond kunnen de titel ing. of de graad Bachelor of Maritime Operations (BMO) voeren.
De Hogere Zeevaartschool Amsterdam vormt met vmbo- en mbo-opleidingen in Noord-Nederland het samenwerkingsverband Maritieme Academie.